# 四井主馬
四井 主馬（よつい しゅめ、生没年不詳）は、戦国時代、安土桃山時代の忍者（初代）
。安土桃山時代、江戸時代初期の加賀藩士、富山藩士（二代）。四井は「しい」とも読む。
初め甲斐国の武田氏に仕えていたとされ、後に加賀国の前田利家に仕え、加賀忍軍を率いていたという。
天正13年（1585年）2月村井長頼に従い加賀・越中国境沿いの蓮沼城を攻めている。
関ケ原では大聖寺城落城の際に利長の命により城内に火を放ち、後に前田利政に西軍の人質となっている利政室（蒲生氏郷の娘）の救出を命じられ、大坂に赴いたという
。その後主馬が利政室を救出したとの記述は無く、結局利政は七尾から動かず西軍に味方したとされて改易になった。
なお、加賀忍軍は、大坂の陣終結後に解散されたとされるが、徳川方の警戒を解くための偽情報とも言われており、事実は定かではない。
子の四井喜兵衛は利政の伏見在番衆として名前が見え、元和侍帳では四井喜兵衛　百石と記され、御馬廻衆に属した。
その後父と同様に主馬を名乗った事が「寛永四年侍帳」に見える。寛永14年（1637年）本多政重・横山長知から、江戸金沢間の伝馬の賃金見積りを通知されている。
同16年（1639年）前田利次の富山立藩に従い、30石を加増された。承応4年（1655年）越中婦負郡内から年貢が納入され、主馬に23石が支給された記録が残る。
二代藩主正甫の分限帳に四井氏の名前は見えず、絶家となった。

## 登場する作品
- 『花の慶次 ―雲のかなたに―』（作：隆慶一郎、著：原哲夫）
- 『利家とまつ〜加賀百万石物語〜』（NHK大河ドラマ、演：来須修二）